# Parigi-Roubaix 1989
La Parigi-Roubaix 1989, ottantasettesima edizione della corsa e valida come terzo evento della Coppa del mondo di ciclismo su strada 1989, fu disputata il 9 aprile 1989, per un percorso totale di 265,5 km. Fu vinta dal belga Jean-Marie Wampers, giunto al traguardo con il tempo di 6h46'45" alla media di 39,164 km/h.
Presero il via da Compiègne 169 ciclisti, 57 di essi portarono a termine la gara.

## Ordine d'arrivo (Top 10)
| Pos. | Corridore               | Squadra      | Tempo   |
| ---- | ----------------------- | ------------ | ------- |
| 1    | Jean-Marie Wampers      | Panasonic    | 6h46'45 |
| 2    | Dirk De Wolf            | Hitachi      | s.t.    |
| 3    | Edwig Van Hooydonck     | Superconfex  | a 59"   |
| 4    | Gilbert Duclos-Lassalle | Z-Peugeot    | s.t.    |
| 5    | Eddy Planckaert         | ADR-Santini  | s.t.    |
| 6    | Marc Madiot             | Toshiba      | s.t.    |
| 7    | Herman Frison           | Histor-Sigma | a 4'27" |
| 8    | Jacques Hanegraaf       | TVM          | s.t.    |
| 9    | Urs Freuler             | Panasonic    | s.t.    |
| 10   | Johan Lammerts          | ADR-Santini  | s.t.    |